# Ybbstalbanan
|  |  |  |

|  | Station on track |

|  | Stop on track |

|  | Station on track |

|  | Stop on track |

|  | Stop on track |

|  | Unknown BSicon "KBHFxe" |

|  | Unknown BSicon "exABZgl" | Unknown BSicon "exSTR+r" |

|  | Unknown BSicon "exSTR" | Unknown BSicon "exHST" |

|  | Unknown BSicon "exSTR" | Unknown BSicon "exHST" |

|  | Unknown BSicon "exSTR" | Unknown BSicon "exHST" |

|  | Unknown BSicon "exSTR" | Unknown BSicon "exHST" |

|  | Unknown BSicon "exSTR" | Unknown BSicon "exKBHFe" |

|  | Unknown BSicon "exHST" |

|  | Unknown BSicon "exHST" |

|  | Unknown BSicon "exBHF" |

|  | Unknown BSicon "exTUNNEL2" |

|  | Unknown BSicon "exHST" |

|  | Unknown BSicon "exHST" |

|  | Unknown BSicon "exHST" |

|  | Unknown BSicon "exHST" |

|  | Unknown BSicon "exBHF" |

|  | Unknown BSicon "exHST" |

|  | Unknown BSicon "exHST" |

|  | Unknown BSicon "exHST" |

|  | Unknown BSicon "exBHF" |

|  | Unknown BSicon "exHST" |

|  | Unknown BSicon "exBHF" |

|  | Unknown BSicon "exHST" |

|  | Unknown BSicon "exHST" |

|  | Unknown BSicon "exBHF" |

|  | Unknown BSicon "exHST" |

|  | Unknown BSicon "exHST" |

|  | Unknown BSicon "exHST" |

|  | Unknown BSicon "exKBHFe" |

|  |  |  |

|  | Station on track |

|  | Stop on track |

|  | Station on track |

|  | Stop on track |

|  | Stop on track |

|  | Unknown BSicon "KBHFxe" |

|  | Unknown BSicon "exABZgl" | Unknown BSicon "exSTR+r" |

|  | Unknown BSicon "exSTR" | Unknown BSicon "exHST" |

|  | Unknown BSicon "exSTR" | Unknown BSicon "exHST" |

|  | Unknown BSicon "exSTR" | Unknown BSicon "exHST" |

|  | Unknown BSicon "exSTR" | Unknown BSicon "exHST" |

|  | Unknown BSicon "exSTR" | Unknown BSicon "exKBHFe" |

|  | Unknown BSicon "exHST" |

|  | Unknown BSicon "exHST" |

|  | Unknown BSicon "exBHF" |

|  | Unknown BSicon "exTUNNEL2" |

|  | Unknown BSicon "exHST" |

|  | Unknown BSicon "exHST" |

|  | Unknown BSicon "exHST" |

|  | Unknown BSicon "exHST" |

|  | Unknown BSicon "exBHF" |

|  | Unknown BSicon "exHST" |

|  | Unknown BSicon "exHST" |

|  | Unknown BSicon "exHST" |

|  | Unknown BSicon "exBHF" |

|  | Unknown BSicon "exHST" |

|  | Unknown BSicon "exBHF" |

|  | Unknown BSicon "exHST" |

|  | Unknown BSicon "exHST" |

|  | Unknown BSicon "exBHF" |

|  | Unknown BSicon "exHST" |

|  | Unknown BSicon "exHST" |

|  | Unknown BSicon "exHST" |

|  | Unknown BSicon "exKBHFe" |

Ybbstalbanan är en 71 kilometer lång enkelspårig smalspårjärnväg (760 mm) i det österrikiska förbundslandet Niederösterreich. Den går från Waidhofen an der Ybbs, där det finns en övergång till Rudolfsbanan längs Ybbsdalen till Lunz am See. I Gstadt avtar en 6 kilometer lång förgrening mot Ybbsitz. Banan fortsätter från Lunz am See till Kienberg-Gaming, men den delsträckan trafikeras idag enbart av museitåg. I Gaming finns en övergång till Erlauftalbanan.

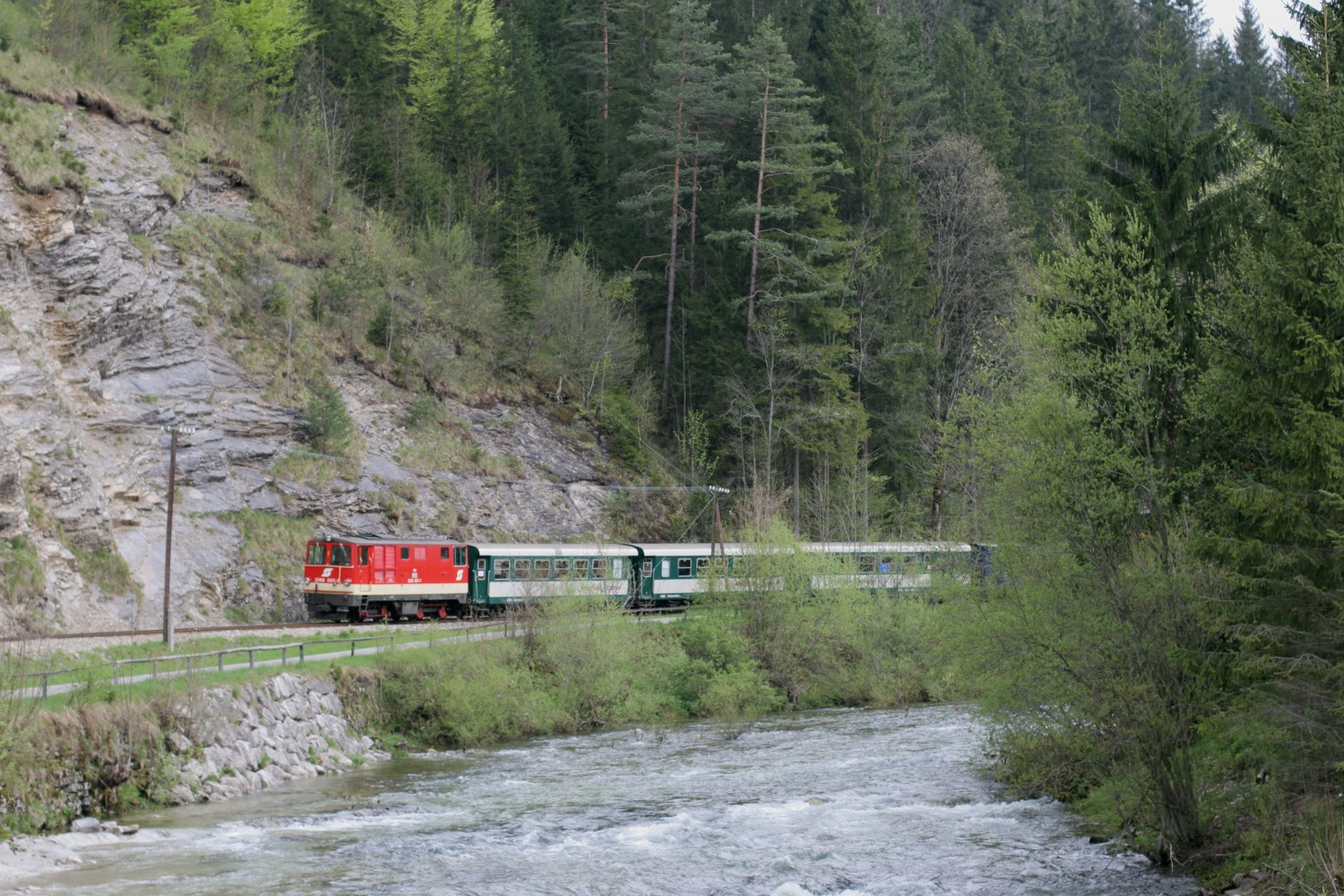
Vid Ybbstranden

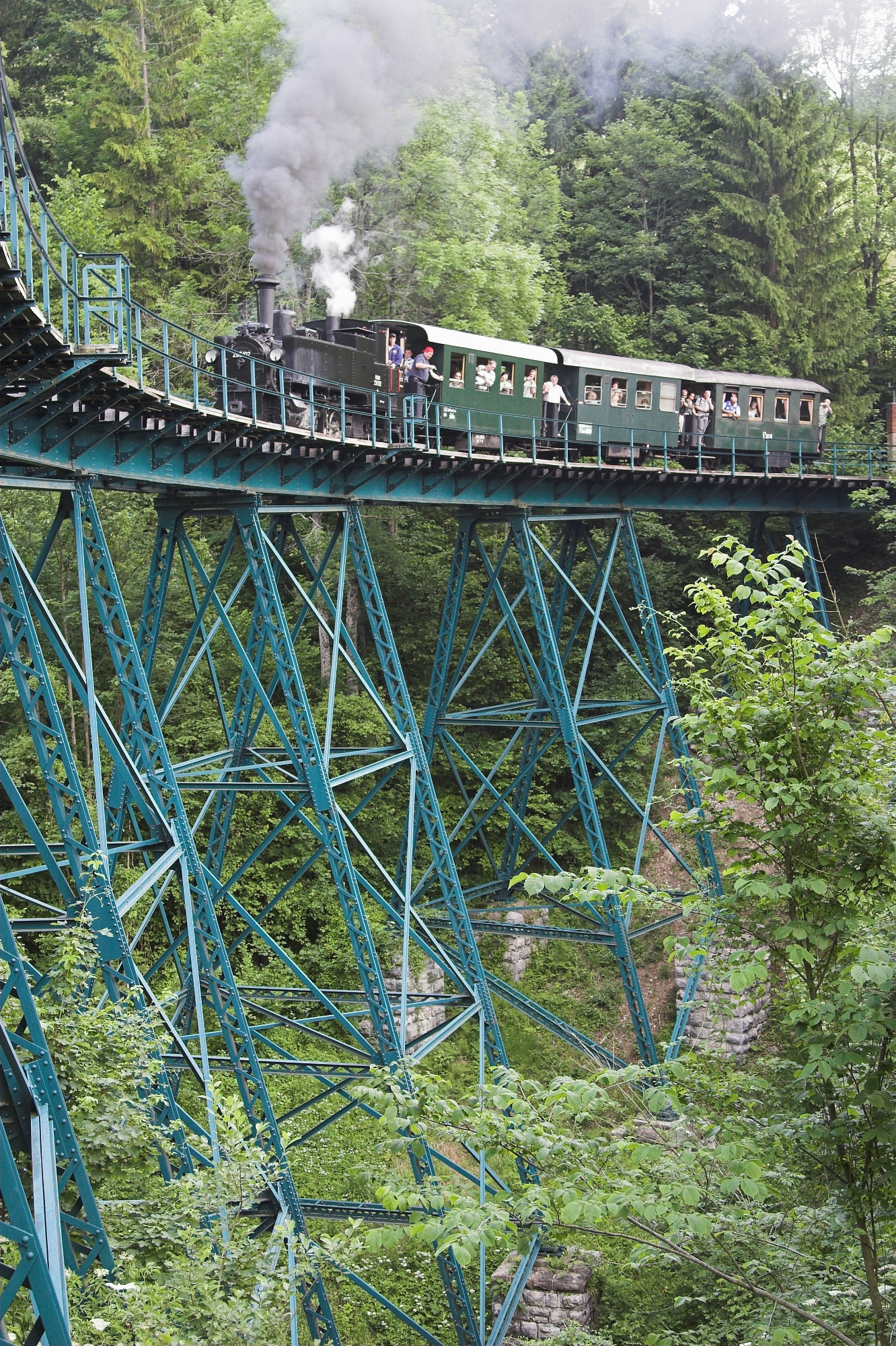
På Hühnernestgrabenviadukten

Ybbstalbanan byggdes på bara 3 år mellan 1896 och 1898. Fram till 1960-talet var banans ekonomiska betydelse stor på grund av de stora industrierna i Ybbsitz och Böhlerwerk. Men sedan dess har den minskat avsevärt och banan är i dag nedläggningshotad. 